# Martin Houle
Pour les articles homonymes, voir Houle.
Martin Houle (né le 12 février 1985 à Saint-Hubert, dans la province de Québec au Canada) est un joueur professionnel canadien de hockey sur glace qui évolue au poste de gardien de but.

## Carrière de joueur
Pendant quatre saisons, il a joué dans la Ligue de hockey junior majeur du Québec avec les Screaming Eagles du Cap-Breton.
En 2004, lors du repêchage de la Ligue nationale de hockey, il est repêché en 8e ronde, 232e au total, par les Flyers de Philadelphie. Il joua 1 match dans la LNH, c’était lors de la saison 2006-2007.
Il a commencé sa carrière professionnelle en 2005, avec les Titans de Trenton de l'East Coast Hockey League.
Entre 2005 et 2008, il a joué majoritairement dans la Ligue américaine de hockey avec les Phantoms de Philadelphie.
Il entame la saison 2008-2009 dans l'ECHL, avec les Wranglers de Las Vegas et les Cyclones de Cincinnati et il la termine dans la Ligue nord-américaine de hockey, avec le 98,3 FM de Saguenay.
En 2009-2010, il joue quelques matchs avec une équipe du Nouveau-Brunswick, les Silverkings de Blacks Harbour de la Southern Hockey League.
En septembre 2010, il participe au camp d’entraînement du GCI de Sorel-Tracy de la LNAH, mais avant que la saison débute, le 20 septembre, il est échangé au 3L de Rivière-du-Loup.

## Statistiques
| 2001-2002 | Screaming Eagles du Cap-Breton | LHJMQ | 1  | 1  | 0  | 0 | 38   | 0   | 0 | 0,00  | 1,000 % | - | - | - | - | -   | -  | - | -    | -       |
| 2002-2003 | Screaming Eagles du Cap-Breton | LHJMQ | 30 | 4  | 18 | 3 | 1450 | 98  | 0 | 4,06  | 89,5 %  | 1 | 0 | 0 | 0 | 11  | 0  | 0 | 0,00 | 1,000 % |
| 2003-2004 | Screaming Eagles du Cap-Breton | LHJMQ | 51 | 34 | 15 | 1 | 2950 | 114 | 3 | 2,32  | 92,1 %  | 1 | 0 | 1 | 0 | 59  | 4  | 0 | 4,10 | 81,8 %  |
| 2004-2005 | Screaming Eagles du Cap-Breton | LHJMQ | 56 | 26 | 18 | 6 | 3108 | 130 | 6 | 2,51  | 91,1 %  | 4 | 1 | 3 | 0 | 245 | 10 | 0 | 2,44 | 90,5 %  |
| 2005-2006 | Titans de Trenton              | ECHL  | 7  | 4  | 3  | 0 | 429  | 15  | 1 | 2,10  | 93,5 %  | - | - | - | - | -   | -  | - | -    | -       |
| 2005-2006 | Phantoms de Philadelphie       | LAH   | 40 | 18 | 18 | 1 | 2153 | 91  | 2 | 2,54  | 91,4 %  | - | - | - | - | -   | -  | - | -    | -       |
| 2006-2007 | Phantoms de Philadelphie       | LAH   | 37 | 12 | 17 | 2 | 1879 | 104 | 0 | 3,32  | 89,3 %  | - | - | - | - | -   | -  | - | -    | -       |
| 2006-2007 | Flyers de Philadelphie         | LNH   | 1  | 0  | 0  | 0 | 2    | 1   | 0 | 27,27 | 66,7 %  | - | - | - | - | -   | -  | - | -    | -       |
| 2007-2008 | Nailers de Wheeling            | ECHL  | 26 | 5  | 13 | 3 | 1318 | 82  | 0 | 3,73  | 88,9 %  | - | - | - | - | -   | -  | - | -    | -       |
| 2007-2008 | Phantoms de Philadelphie       | LAH   | 10 | 2  | 5  | 0 | 442  | 21  | 1 | 2,85  | 89,2 %  | - | - | - | - | -   | -  | - | -    | -       |
| 2008-2009 | Wranglers de Las Vegas         | ECHL  | 3  | 1  | 2  | 0 | 178  | 9   | 0 | 3,03  | 84,5 %  | - | - | - | - | -   | -  | - | -    | -       |
| 2008-2009 | Cyclones de Cincinnati         | ECHL  | 14 | 7  | 4  | 2 | 791  | 40  | 0 | 3,04  | 88,5 %  | - | - | - | - | -   | -  | - | -    | -       |
| 2008-2009 | 98,3 FM de Saguenay            | LNAH  | 9  | 3  | 5  | 0 | 497  | 43  | 0 | 5,19  | 86,1 %  | 3 | 0 | 0 | 0 | 46  | 4  | 0 | 5,21 | 86,2 %  |
| 2009-2010 | Silverkings de Blacks Harbour  | SHL   | 3  | 1  | 1  | 0 | 150  | 9   | 0 | 3,60  | 90,9 %  | - | - | - | - | -   | -  | - | -    | -       |
| 2010-2011 | 3L de Rivière-du-Loup          | LNAH  | 29 | 9  | 15 | 3 | 1631 | 124 | 0 | 4,56  | 87,9 %  | 9 | 4 | 4 | 1 | 550 | 36 | 0 | 3,92 | 89,2 %  |

## Trophées et honneurs personnels
- Ligue de hockey junior majeur du Québec
  - Nommé dans la première équipe d'étoiles en 2004.
- Ligue canadienne de hockey
  - Nommé dans la deuxième équipe d'étoiles en 2004.